# إخو

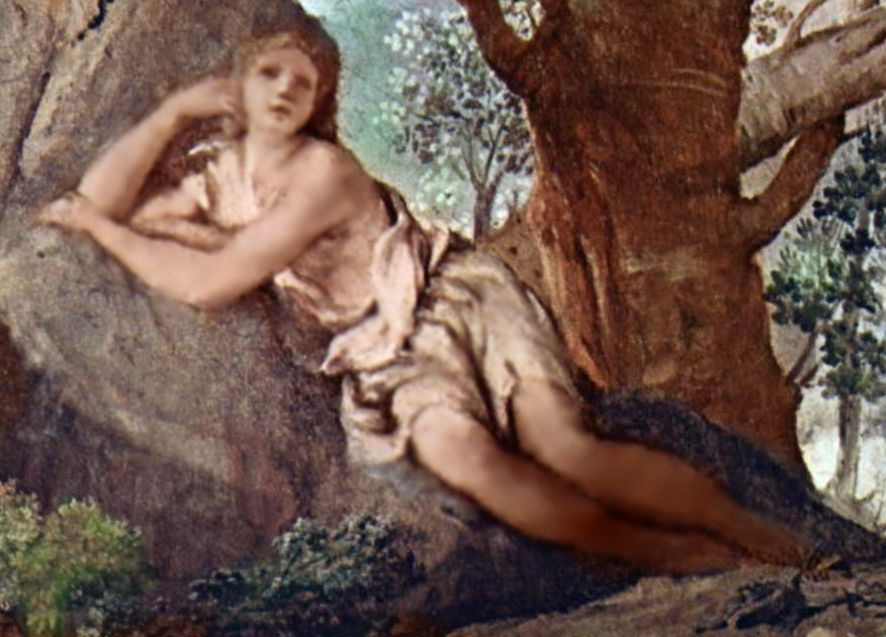
إخو تراقب نركسوس

إخو (باليونانية: Ἠχώ)‏ بحسب الأساطير الإغريقية، كانت حورية جبلية تنتمي لجبل كيثيرون [الإنجليزية]، وكانت تلهي هيرا عن مراقبة زوجها بالحديث المتواصل معها، ليتمكن زيوس بذلك من ملاحقة النساء والحوريات بحرية تامة. عند اكتشاف هيرا لهذا الأمر، عاقبت إخو بحيث تكرر الكلمات التي يقولها الآخرون دون أن تتمكن من الحديث بنفسها.

## إخو ونركسوس
وقعت إخو في حب شاب يدعى نركسوس، لكنه رفض حبها بالمقابل. تذكر إحدى الأساطير أن إخو لمحت هذا الشاب أثناء تجواله في الغابة، فتبعته، غير قادرة على الحديث معه بسبب صوتها المسلوب من قبل هيرا، فانتظرت حتى ينطق هو بكلمات يمكنها استخدامها للتعريف بنفسها. بعد فترة، صرخ نركسوس مناديا بأصدقائه، فسأل: «هل من أحد هنا؟»، فكررت الكلمة الأخيرة لتقول: «هنا». صرخ نركسوس من جديد، مندهشا لما سمعه: «تعالي من هذه الناحية»، فكررت: «من هذه الناحية»، واستمر هذا الحوار حتى قال: «انضمي إلي». فرحة بالموقف، خرجت إخو من مخبئها واندفعت تجاه الشاب، لتطوقه بذراعيها، فعزف عنها وطلب منها الابتعاد عنه بفظاظة وخشونة. حزنت إخو بشدة لما حدث، فاختبأت في الغابة داخل الكهوف وبدأت بالاختفاء تدريجيا، ولم يبق منها سوى صوتها. بحسب رواية أوفيد، توجهت إخو بالدعاء للآلهة لتعاقبه على قسوته، وذلك بأن يحب نفسه بشكل جنوني نفسه ويتعذب ببؤسه.
في أساطير أخرى، كانت إخو محبوبة بان، لكنها لم تبادله هذا الشعور، فأمر بان أتباعه بتمزيقها إربا إربا. قامت غايا بعد ذلك بجمع أشلائها وتوزيعها على بقاع الأرض المختلفة، لتكوين الصدى.
صورت إخو في بعض الأعمال الفنية على أنها حورية مجنحة ذات خمار تغطي به جزءا من وجهها. سميت أروقة معينة في الإغريق بأروقة إخو نسبة إلى الحورية نفسها، بسبب الصدى الناتج من الأصوات التي تصدر داخل هذه الأروقة، كرواق إغريقي معمد في هيرميوني ذو صدى ثلاثي، وآخر في أوليمبيا ذو صدى سباعي.